# Théâtre de Zaporijjia
Le théâtre d'art dramatique et de musique Volodymyr Magar (en ukrainien апорізький академічний обласний український музично-драматичний театр імені Володимира Магара) est un théâtre de la ville de Zaporijjia en Ukraine.

## Situation
Le bâtiment est situé au 41 de la perspective de la Cathédrale dans le centre de la ville.

## Histoire
Le théâtre est fondé le 5 mars 1929 sous le nom de « théâtre des petites formes (scéniques) », à l'initiative du département culturel du Conseil des syndicats du district de Kiev. À partir de 1932, il est basé à Jytomyr et prend le nom de Nikolaï Chtchors en 1937. Évacué pendant la guerre, le théâtre est finalement installé à Zaporijjia en 1944.
Le bâtiment actuel du théâtre est inauguré en 1953 et fait l'objet d'une rénovation en 2000. Depuis mars 2004, il porte le nom de son ancien directeur Volodymyr Magar.
Après l'invasion de l'Ukraine par la Russie en février 2022, le théâtre ferme mais le personnel se mobilise pour fabriquer des équipements destinés aux combattants sur le front, notamment des filets de camouflage.

## Direction
À partir de novembre 1932, le théâtre est dirigé par l'acteur Fedir Gamalii puis, entre 1936 et 1965, par Volodymyr Gerassymovitch Magar.